# Escola luminista de Sitges

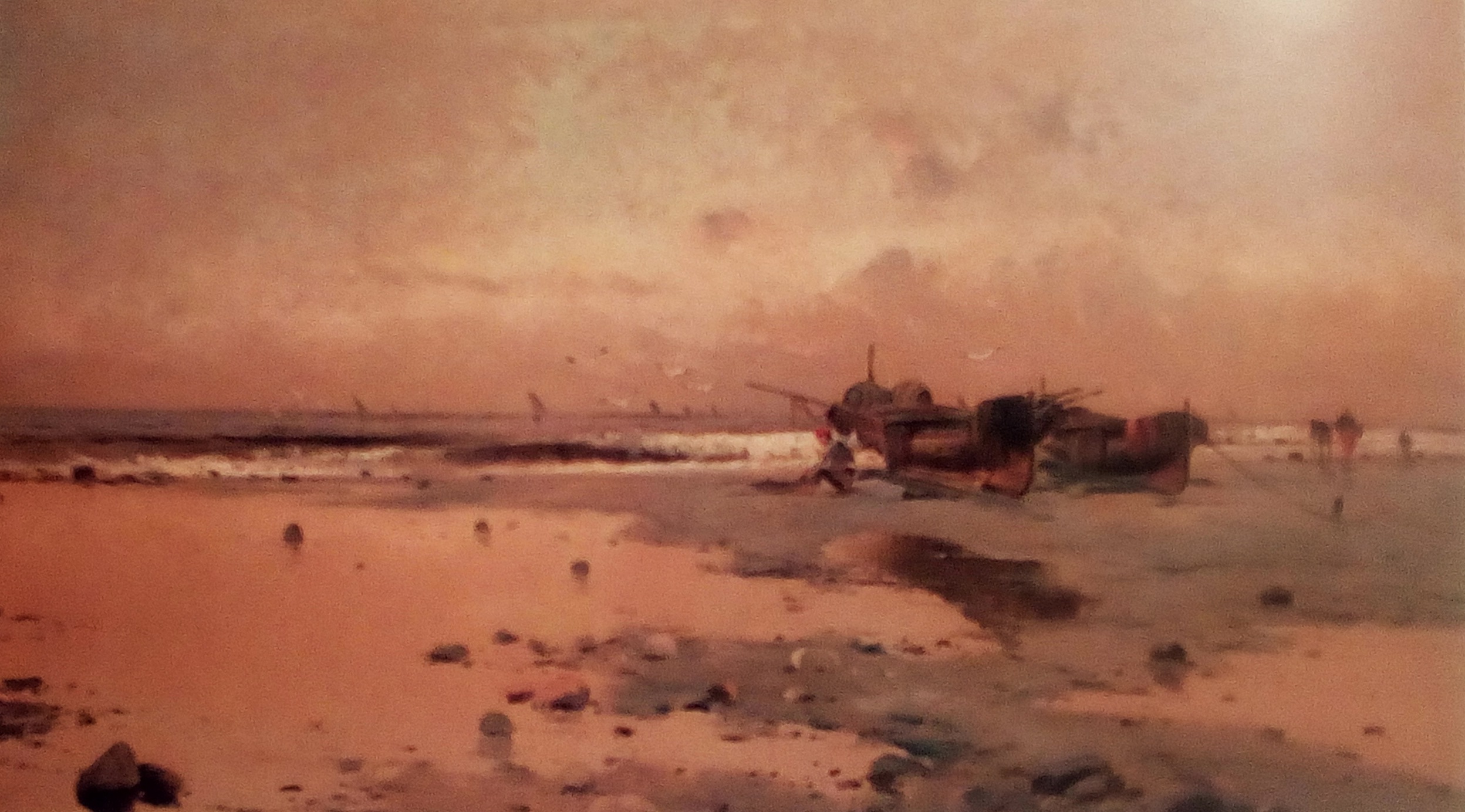
Platja de Sitges (1882), d'Antoni Almirall i Romagosa, col·lecció particular

L'Escola luminista de Sitges va ser un moviment pictòric principalment paisatgista actiu a Sitges
(Garraf) entre 1878 i 1892. Pel seu tractament de la llum aquesta escola va ser englobada dins del luminisme, un estil pictòric que es va donar des de mitjans del segle xix i fins a pràcticament la transició amb el xx, que posava una especial èmfasi en la representació de la llum, amb diverses escoles nacionals als Estats Units i diversos països europeus com Bèlgica, Països Baixos i Alemanya. A Espanya es va donar igualment el luminisme valencià, centrat en la figura de Joaquín Sorolla.
Els seus membres més destacats van ser Arcadi Mas i Fondevila, Joaquim de Miró i Argenter, Joan Batlle i Amell, Antoni Almirall i Romagosa i Joan Roig i Soler. Oposats en certa forma a l'Escola d'Olot, els pintors de la qual tractaven el paisatge de l'interior de Catalunya amb una llum més suau i tamisada, els artistes sitgetans es van decantar per la càlida i vibrant llum mediterrània i pels efectes atmosfèrics de la costa del Garraf. Hereus en bona part de Marià Fortuny, els membres d'aquesta escola buscaven reflectir amb fidelitat els efectes lluminosos del paisatge circumdant, en composicions harmonioses que combinaven verisme i certa visió poètica i idealitzada de la naturalesa, amb un subtil cromatisme i una pinzellada fluïda que a vegades va ser qualificada d'impressionista.
L'Escola de Sitges es considera generalment precursora del modernisme català: dos dels seus principals representants, Ramon Casas i Santiago Rusiñol, van passar diverses temporades a la vila garrafenca, on van adoptar el costum de pintar d'après nature i van assumir com a protagonista de les seves obres la lluminositat de l'ambient que els envoltava, si bé amb altres solucions formals i compositives en les quals es denota la influència de la pintura francesa.

## Història

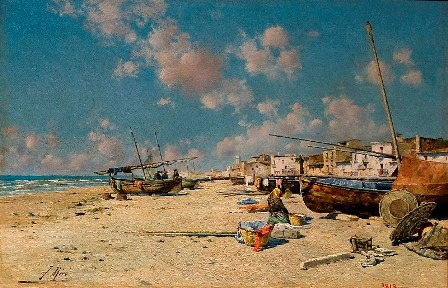
Platja de Sitges (1885), de Joaquim de Miró, Biblioteca Museu Víctor Balaguer, Vilanova i la Geltrú

La data fundacional de l'escola sol fixar-se el 1878, any en què Joan Roig i Soler va fixar la seva residència a Sitges després de diversos anys de viatjar per França i Itàlia. Allí va entaular relacions amb Joan Soler i Casanovas, un artista local, i amb el seu deixeble Joaquim de Miró. Tots ells compartien l'objectiu d'una pintura més natural i espontània, allunyada de la pintura academicista i la seva temàtica centrada en la història i la mitologia. Enfront d'això, la seva nova font d'inspiració seria el paisatge, amb predilecció per les escenes costaneres de la mar Mediterrània que banyava la seva localitat natal i una especial sensibilitat cap als efectes lumínics i atmosfèrics, d'acord amb altres corrents europeus del moment. Ja de forma coetània aquesta escola va ser anomenada luminista o Escola de Ponent.
Poc després de la seva arribada, Roig va convidar a Sitges al seu amic Arcadi Mas i Fondevila, qui va trobar en la vila garrafenca un escenari ideal per a la seva forma d'entendre la pintura. Barceloní de naixement, les seves noces amb la sitgetana Eulàlia Carreras el 1883 li va vincular encara més a Sitges. A poc a poc es van anar incorporant altres pintors, com Joan Batlle i Amell i Antoni Almirall, per la qual cosa en els anys 1880 va florir a Sitges una nodrida colònia d'artistes —altres noms vinculats a la mateixa en major o menor mesura serien Josep Boniquet, Antoni Catasús, Felip Masó i de Falp, Josep Mirabent i Gatell, Joan Roig i Bofill, Modest Teixidor i Torres i Pere Vidal i Solares. Sitges va seguir així la senda d'altres colònies artístiques que van anar sorgint al llarg del segle xix a Europa, com les franceses de Barbizon —vinculada al realisme— o Pontoise i Argenteuil —lligades a l'impressionisme—, o les italianes de Posillipo —de cort romàntic— o de Castiglioncello, on es reunien els Macchiaioli. Totes elles van tenir com a màxima premissa la pintura a l'aire lliure (à plein air).

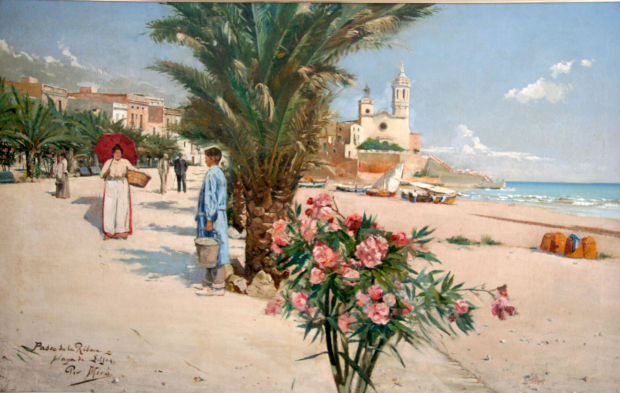
Passeig de la Ribera (1892), de Joaquim de Miró, col·lecció particular

A Catalunya va sorgir també l'Escola d'Olot —composta per Josep Berga, Joaquim Vayreda, Modest Urgell i Enric Galwey—, més interessada en els paisatges muntanyencs de l'interior de Catalunya. Aquesta escola seguia els postulats artístics de Ramon Martí i Alsina, amb obres de composició diàfana i serena amb un cert component líric d'evocació bucòlica, mentre que la de Sitges s'inspiraria més en la figura de Marià Fortuny, un artista molt interessat pels efectes de llum, que va trobar el seu estil personal al Marroc com a cronista de la Guerra d'Àfrica (1859-1860), on va descobrir el colorit i l'exotisme que caracteritzaria la seva obra. Aquí va començar a pintar amb anotacions ràpides de tocs lluminosos, amb els quals captava l'acció de forma espontània i vigorosa, i que serien la base del seu estil: un colorisme d'execució vibrant amb destellants efectes de llum, com es denota en una de les seves obres mestres, La vicaria (1868-1870, Museu Nacional d'Art de Catalunya, Barcelona).
Els pintors de l'escola sitgetana van trobar en aquesta localitat del Garraf les condicions ideals per plasmar el tipus d'imatges que estaven buscant: una vida allunyada de la bullícia de la ciutat, amb idíl·lics paisatges tant costaners com de les verdes campinyes circumdants —especialment vinyers—, una arquitectura rústica i tradicional i unes gents senzilles i humils que mantenien els seus antics costums i oficis tradicionals, especialment els relacionats amb la pesca. Tot això unit a la vibrant llum i l'atmosfera del Mediterrani, amb unes condicions climàtiques ideals per a la pintura a l'aire lliure.

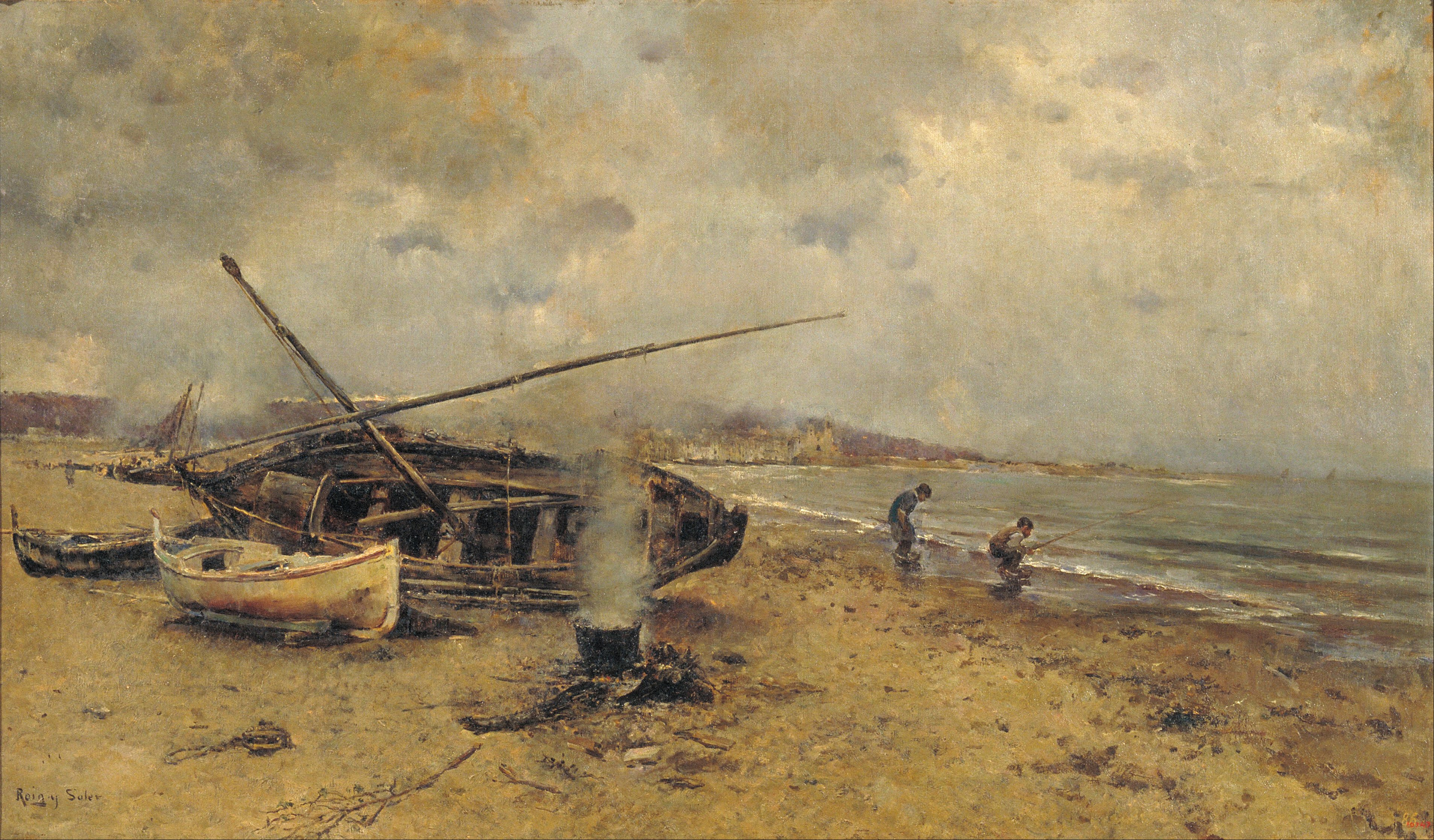
Estudi de Sitges (1896), de Joan Roig i Soler, Museu Nacional d'Art de Catalunya, Barcelona

Aquests artistes van captar amb precisió i detall el paisatge i la vida i costums d'aquesta vila costanera, amb realisme però amb una certa visió idealitzada i poètica de les imatges que captaven, en les quals destaquen la bellesa lumínica i un cromatisme subtil de gran frescor visual. Les seves obres requerien tant un instint innat per captar al moment les subtileses de l'ambient que els embolicava com una gran precisió tècnica per traslladar les seves impressions al llenç, sempre sota la famosa premissa cézanniana que «pintar directament la naturalesa no és copiar l'objectiu sinó pintar sensacions». El resultat és una obra que commou a l'espectador, que transmet sentiments.
Els luministes sitgetans es van donar a conèixer per primera vegada al públic en l'Exposició Regional de Vilanova de 1882, en la qual per primera vegada es va considerar al grup com una escola pictòrica. L'exposició va ser un èxit, especialment pel nou de la tècnica desenvolupada per aquests artistes, un èxit que va ser recollit pel diari La Renaixensa el 19 d'agost de 1882: «per cortesia i per mèrit propi mereix els honors d'antelació aquesta escola pictòrica nascuda fa poc temps o millor dit trasplantada a les platges vilanovines per un dels més distingits pintors nostres, A. Mas i Fondevila».

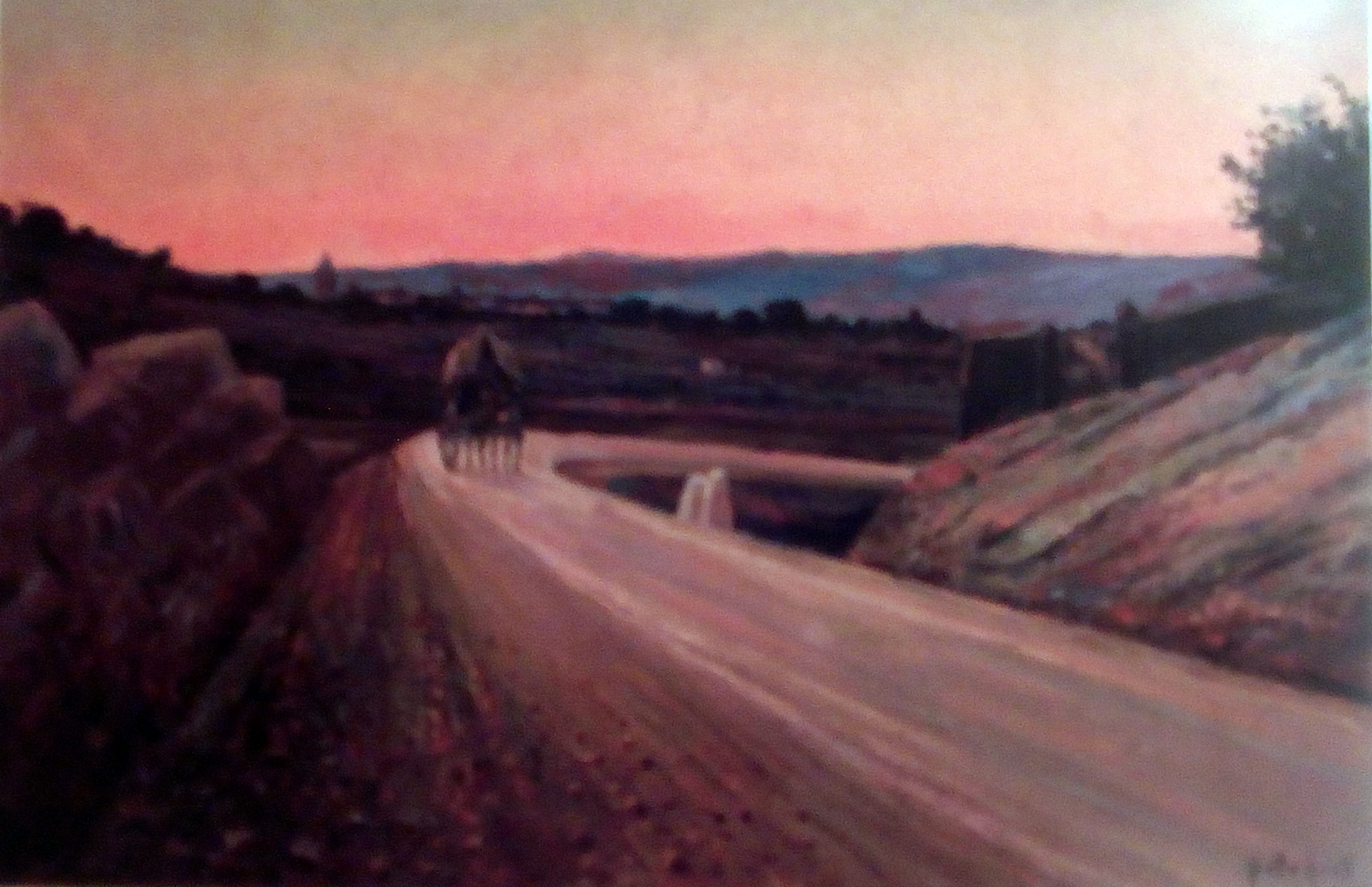
Camí de les Forques (1898), de Joan Batlle i Amell, col·lecció particular

El principal punt de reunió dels luministes era el taller de Joaquim de Miró al passeig de la Ribera. El 1886 van efectuar en aquest taller una mostra de pintura luminista amb obres de Miró, Mas i Roig —aquest últim una sèrie de llenços realitzats a Cadaqués. La majoria eren paisatges, però rarament nus, en general estaven poblats d'elements anecdòtics i de petites figures humanes ocupades en els seus quefers diaris, en una major part relacionats amb la pesca. Si l'escena era urbana solien recollir algun edifici que els cridés l'atenció, especialment des d'angles d'observació d'aspecte curiós o fora del corrent. També es van preocupar pels canvis en l'entorn que oferien els nous avançaments tecnològics, com l'arribada del ferrocarril.
La seva paleta lluminosa i diàfana va fer que en nombroses ocasions se'ls relacionés amb l'impressionisme. Així, un crític del Diari de Barcelona va escriure el 19 de març de 1884 que «a la meva manera de veure, la manera de posar el color a estil impressionista no afavoreix en res a aquest efecte de les marines de Roig i Soler».
Els luministes van anar participant en diverses exposicions a Madrid, Barcelona, Girona, Vilanova i la Geltrú i Sant Feliu de Guíxols, amb bastant èxit de vendes —principalment Mas i Roig. La majoria dels seus clients eren sitgetans i moltes d'aquestes obres van acabar a Cuba, on hi havia nombrosos indians procedents de la vila garrafenca.

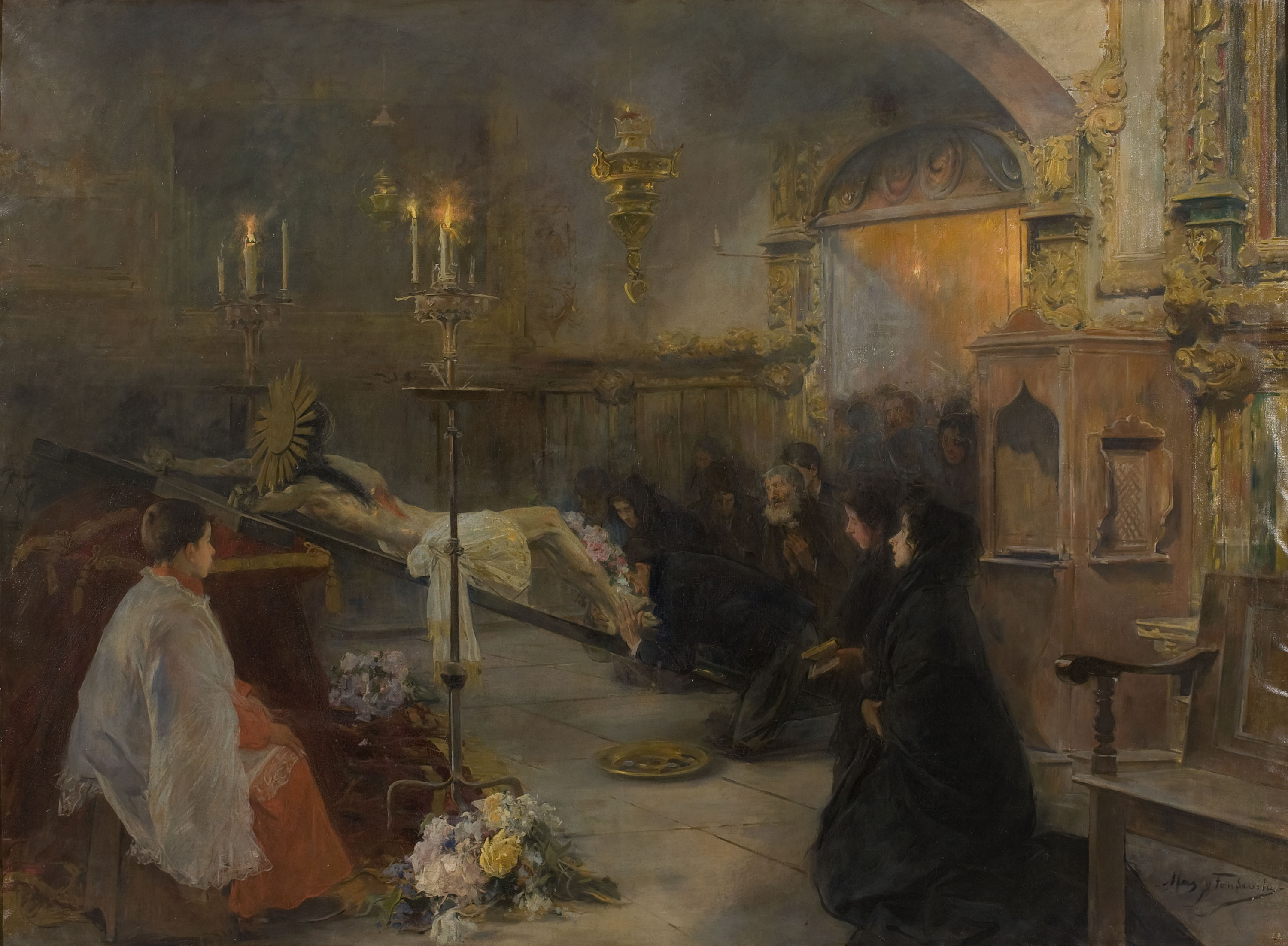
Venite adoremus (1896), d'Arcadi Mas i Fondevila, Biblioteca Museu Víctor Balaguer, Vilanova i la Geltrú

L'etapa més pròpiament luminista d'aquesta escola es va tancar el 1892, data en què es va celebrar la Primera Exposició Modernista precisament a Sitges, com a homenatge públic als assoliments d'aquesta escola. Malgrat això, l'auge de l'incipient modernisme va comportar la gradual dissolució de l'escola, que es va plasmar a més en la marxa de Roig i Soler de Sitges per establir-se a Barcelona. També cal remarcar que a la fi de 1891 s'havien establert a Sitges els pintors Eliseu Meifrèn, Ramon Casas i Santiago Rusiñol, grans admiradors de l'escola luminista. La seva estada a la vila ha estat considerada a vegades una segona etapa de l'escola luminista, però en certa manera les premisses originals de l'escola ja estaven esgotades. Entre 1891 i 1892, Casas i Rusiñol van plasmar en els seus llenços el paisatge sitgetà amb la mateixa lluminositat que l'escola iniciada per Mas i Roig, però amb diferents solucions compositives i formals, en les quals es denota una major influència de la pintura francesa. Va ser Rusiñol qui va planejar el 1892 fer la I Exposició de Belles Arts de Sitges —que seria més coneguda com a Primera Exposició Modernista—, que va suposar primer de tot un homenatge a l'escola luminista. Per a tal esdeveniment, el periodista i crític d'art Raimon Casellas va escriure a La Vanguardia el 27 d'agost de 1892:
| « | Donada la constel·lació d'exposicions comarcals que correm, una exhibició en la costa de Ponent ja es veia a venir, es pressentia, s'imposava, gairebé, per ser en aquesta regió radiant on va veure la llum una subescola de pintura, branca importantíssima del nostre art regional. | » |

Arran de l'exposició el crític Casellas va dividir el paisatgisme català entre l'Escola d'Olot i la de Ponent (Sitges). El centenar d'obres exhibides van ser qualificades per aquest crític com un «saló del gourmet» i va afegir que la mostra representava «un pas gegantesc d'avançament».
Amb posterioritat la majoria d'aquests artistes va evolucionar de diversa manera: Roig i Soler va tenir en la seva producció posterior una tendència a substituir la línia per la taca, recarregant la composició matèrica de les seves obres, amb una factura més lliure i dinàmica; Mas i Fondevila es va acostar al modernisme —va ser amic íntim de Rusiñol—, i va combinar el paisatgisme amb escenes d'interior, especialment en esglésies il·luminades amb llum de veles d'aspecte barroquitzant; també es va dedicar al cartellisme i la il·lustració per a revistes. Miró, Batlle i Almirall van continuar en bona part amb l'estil luminista, encara que d'una manera més personal i heterogènia.
El luminisme sitgetà va tenir una gran influència en el modernisme català, especialment Ramon Casas i Santiago Rusiñol, i fins i tot en el jove Pablo Picasso, que es va formar artísticament en la Barcelona finisecular on bullia aquest clima artístic. Casas i Rusiñol admiraven en l'estil luminista el desdeny per la grandiloqüència i els convencionalismes, així com la seva sensibilitat i llibertat i el desenvolupament de noves tècniques i temàtiques. Picasso va rebre en la seva joventut la influència d'Arcadi Mas, com es denota en la seva obra Primera comunió, que va presentar a l'Exposició de Belles Arts i Indústries Artístiques de Barcelona de 1896, on es percep l'influx dels interiors d'església barroquitzants de Mas.